# Volbeat
Volbeat er et dansk metalband, der blev dannet i København i oktober 2001 af Michael Poulsen, efter hans daværende band Dominus blev opløst. Bandet har taget navn efter Dominus-albummet Vol.Beat.
Bandet er blevet kendt på deres særprægede musik, der oprindeligt af bandet blev omtalt som "metallisk pop rock and roll," og som generelt er kendetegnet ved hård rock and roll med inspiration lige fra Metallica til Elvis Presley. Deraf omtales deres musik også somme tider som "Elvis metal". Deres musik er ligeledes inspireret af Johnny Cash og moderne hård rock, alternativ rock og hardcore grupper. Den nuværende sammensætning af gruppen består af forsanger og guitarist Michael Poulsen, guitarist Flemming C. Lund, trommeslager Jon Larsen og bassist Kaspar Boye Larsen.
Bandet har kontrakt med hollandske Mascot Records og har udgivet otte studiealbum og en DVD. Debutalbummet, The Strength / The Sound / The Songs, solgte guld i Danmark, og bandet modtog prisen for "Bedste debutalbum" ved Danish Metal Awards. Året efter vandt de en Steppeulv som "Årets håb". De resterende album har solgt platin i Danmark. Deres andet album, Rock The Rebel / Metal The Devil, nåede som det første metalalbum nogensinde til tops på den danske hitliste. Albummet var også det første metalalbum til at sælge platin i Danmark. Deres tredje album, Guitar Gangsters & Cadillac Blood, toppede ligesom forgængeren de danske albumhitlister, og det solgte guld i flere lande. Det modtog prisen for "Bedste album" ved Danish Metal Awards og nummeret "Maybellene i Hofteholder" blev kåret til årets lytterhit ved P3 Guld.
Deres fjerde album Beyond Hell/Above Heaven opnåede stor succes også i udlandet, hvor det solgte guld i flere lande. Derefter udkom Outlaw Gentlemen & Shady Ladies, som blev udgivet den 9. april 2013 og solgte platin i både Danmark, Tyskland og Østrig. Gruppens sjette studiealbum, Seal the Deal & Let's Boogie, udkom den 3. juni 2016 og solgte guld i Danmark og Østrig. Singlen "For Evigt" vandt årets lytterhit ved P3 Guld. I august 2019 udkom gruppens syvende album, Rewind, Replay, Rebound. Den 3. december 2021 udkom gruppens ottende album, Servant of the Mind. Den 6. juni 2025 udkom gruppens niende album, God of Angels Trust.
Deres fem første studiealbums har solgt mere end tre millioner eksemplarer på verdensplan og ifølge Universal Music har gruppen solgt mere end 3,5 millioner albums på verdensplan. Bandet har høstet adskillige priser og nomineringer bl.a. ved Danish Metal Awards og radioværten Anders Bøtter fra DR P6 Beat har kaldt gruppen for "det største danske band nogensinde".

## Karriere

### De første år (2000-2003)
Michael Poulsens første band var dødsmetalbandet Dominus. Da bandet gik i opløsning omkring år 2000 dannede han Volbeat i oktober 2001. Han har om dannelsen af Volbeat udtalt:
| Citat                                   | Det hele startede med, at jeg havde en håndfuld sange, efter jeg opløste Dominus. Jeg ringede til Jon, som jeg har kendt altid og spurgte, om ikke vi skulle støve hans gamle trommer af. Til alt held for mig, virkede det som om, Jon vidste, hvad det var, jeg ville. | Citat |
| Michael Poulsen om dannelsen af Volbeat | |       |

Poulsen og Larsen fandt hurtigt bassist Anders Kjølholm, som Poulsen kendte fra da Kjølholm kort havde været med i Dominus som bassist. Som guitarist kom Teddy Vang med.
Bandets navn "Volbeat" blev taget fra Dominus' tredje album Vol.Beat (læses som: Volume Beat). I 2002 udgav Volbeat deres demo med samme navn. Responsen var meget moderat, og der var ingen pladeselskaber, der viste speciel interesse for bandet. Samme år spillede Volbeat sine første koncerter i henholdsvis København, Roskilde og Aalborg.
I 2003 spillede Volbeat i april deres første koncert i udlandet, hvilket foregik i Göteborg i Sverige. Efter yderligere en koncert, denne gang i København, begyndte bandet i august indspilningen af deres anden demo.

### Beat the Meatog begyndende succes (2004-2005)
Volbeat deltog ved DM i Rock i 2004.
Demoen Volbeat var blevet indspillet i Take One Studios, men nu blev Volbeat kontaktet af Jacob Hansen fra Hansen Studios. Han var begejstret for deres første demo, og tilbød dem at indspille i hans studier i stedet.
Bandet accepterede, da de i forvejen havde et ønske om en hårdere lyd end på deres første demo.
Udspillet fra Hansen Studios, som indeholdt seks nye sange, skulle ifølge Volbeat selv "ikke forstås som deres første officielle udspil", men mere som promoveringsmateriale, der skulle skabe mere interesse for bandet. Når så tiden engang kom til et egentligt album, ville bandet genindspille materiale fra demoerne.
Demoen blev udgivet senere i 2003, og fik titlen Beat the Meat. I modsætning til deres første demo blev Beat the Meat mødt med stor interesse fra flere sider. Flere sange fra demoen blev spillet i radioen i Sverige og endte på den svenske top 30, deriblandt nummeret "Soulweeper", som var en af de ti mest spillede sange. Franske radioer havde nummeret "Danny & Lucy" i deres top 30. Teddy Vang forlod bandet efter indspilningen af denne demo, hvorefter en anden af Dominus' bassister, Franz "Hellboss" Gottschalk, overtog som guitarist.
I 2004 deltog Volbeat i LiveContest DK, hvor de blev slået ud i semifinalerne, som foregik i Stengade 30 på Nørrebro.
Samme år spillede de på deres første festival nogensinde, da de optrådte på Fee Metal Festival i Århus.
I december 2004 oplevede bandet stor interesse for deres musik: Først var de supportband for det relativt store, amerikanske metalband Helmet til en koncert i Holland, og to dage senere spillede de til Jingle Bell Rock Show i København. Efter denne koncert blev bandet kontaktet af TV 2, som ønskede at bruge Volbeats musik til dækningen af Verdensmesterskabet i håndbold for mænd 2005. Ifølge bandet overholdt TV 2 dog efterfølgende ikke deres del af aftalen, og musikken blev derfor aldrig brugt.
Til gengæld blev nummeret "Pool of Booze" brugt i den danske snowboardfilm Frost.
I sommeren 2005 var der samlet blevet solgt over 1.000 eksemplarer af Beat the Meat, og Volbeat skrev kontrakt med Rebel Monster Records, der er et datterselskab af Mascot Records.

### The Strength / The Sound / The Songs(2005–2006)
Bandet begyndte nu at indspille deres debutalbum The Strength/The Sound/The Songs. Albummet skulle oprindeligt have været udgivet 1. november 2004, men blev forsinket, bl.a. fordi det oprindelige pladeselskab tøvede med at udgivet det. Det hollandske Mascot Records endte med at ville udgive det på deres underlabel Rebel Monstser,, hvor albummet udkom i september 2005. Sammensætningen af bandet bestod af Michael Poulsen (vokal), Jon Larsen (trommer), Franz Gottschalk (guitar) og Anders Kjølholm (bas).
Albummet blev nr. 18 på den danske hitliste – noget som var særdeles usædvanligt for dansk metal – og fik gode anmeldelser af pressen. Bl.a. gav det tyske magasin Rockhard albummet 10 stjerner ud af 10, hvilket var første gang nogensinde det blev givet til et dansk band. Albummet modtog også prisen for "Årets debut" ved Danish Metal Awards i 2005. Prisen kunne dog ikke overrækkes bandet personligt, da de var i Holland hvor de spillede på Arnhem Metal Meeting Festival.
I januar 2006 fik Volbeat prisen som "Årets håb" ved årets Steppeulv-uddeling. De optrådte også med et medley af numrene "Pool of Booze, Booze, Booza", "Soulweeper" og "Danny & Lucy (11 PM)", og med prisen var et wildcard til at optræde ved årets Roskilde Festival. Bandet høstede flere gode anmeldelser for deres livekoncerter dette år. I juni modtog de 5/6 stjerner i GAFFA for en koncert i Ridehuset i Aarhus, og deres koncert på Roskilde Festivalen fik 6/6 mulige stjerner af BTs anmelder. Til Danish Metal Awards dette år vandt de prisen for "Årets Liveband".
Hellboss forlod bandet i 2006, dog nåede han at være med til indspilningerne af bandets næste studiealbum. Ifølge Poulsen forlod han bandet, fordi han havde troet, at Volbeat ville være "mere metallisk og med fart på", og da det ikke var tilfældet takkede han nej.

### Rock The Rebel/Metal The Devil(2007)
Gruppens andet studiealbum Rock The Rebel / Metal The Devil udkom i Danmark 19. februar 2007 i en dansk limited edition-udgave, og resten af Europa 23. februar i en standardudgave. Sammensætningen af gruppen var den samme som på deres første album. Rock The Rebel/Metal The Devil debuterede som #1 på den danske Album Top-40, hvilket var første gang at et metalalbum toppede hitlisten. Albummet blev rost blandt anmeldere og publikum og fik meget spilletid i radioen og på MTV. I 2007 blev det kåret til "Årets album" af den store, tyske afdeling af metalmagasinet Metal Hammer. Singlen "The Garden's Tale" blev fremført i samarbejde med Johan Olsen fra Magtens Korridorer og var for alvor med til at give Volbeat deres gennembrud. Den nåede 12 uger på Tjeklisten og toppede som #4 og otte uger på Tracklisten, hvor den peakede som #18. Sangen solgte senere platin i Danmark og i november måned kårede musikmagasinet GAFFA singlen til "Årets danske single" af bladets anmeldere. I begyndelsen af 2008 ved P3 Guld 2007 valgte radiostationens lyttere "The Garden's Tale" til "Årets lytterhit".
I 2007 åbnede de Orange Scene på Roskilde Festival 2007, og 13. juli var de det ene af to opvarmningsbands til Metallica-koncerten på Vesterengen i Århus sammen med Mnemic. Det var også opvarmning for Megadeth til en koncert i København.
Senere på året, i november, blev singlen "The Garden's Tale" af musikmagasinet GAFFA kåret til "Årets danske single" og albummet Rock The Rebel/Metal The Devil blev #7 på listen over danske albums.

### Guitar Gangsters & Cadillac Blood(2008–2009)
De spillede en dobbeltkoncert med det internationalt kendte band metalband Megadeth i KB Hallen i København d. 8. februar 2008. Omtrent samtidig udkommer Volbeats første live-dvd Live: Sold Out!.
Ved Danish Music Awards 2008 var Volbeat nomineret i de fire kategorier "Årets Danske Album", "Årets Danske Rock Udgivelse", "Årets Danske Gruppe" og Poulsen blev nomineret som "Bedste sanger". De vandt dog ingen af priserne. Bandet optrådte også med sangene "Pool of Booze, Booze, Booza", "Sad Man's Tongue" og "The Garden's Tale" sammen med Johan Olsen.
Volbeat tredje album Guitar Gangsters & Cadillac Blood udkom den 1. september 2008, og havde guitaristen Thomas Bredahl med som erstatning for Hellboss. Den indeholder hitsinglerne "Maybellene i Hofteholder" og "Mary Ann’s Place", som begge var store hits i Danmark. Singlen "We" formåede at blive stemt ind på Sveriges Radio P3s Sverigetopplistan (Sverigetopplistan er en svensk pendant til Tjeklisten på danske P3). Desuden strøg albummet direkte ind som #1 på den finske albumhitliste. Albummet modtog pæne anmeldelser.
I maj 2009 varmede bandet op for det symfoniske metalband Nightwish på deres turne i USA. Den 31. maj 2009 var Volbeat hovednavnet på Pinkpop Festival i Holland. De spillede også med Metallica på deres nordamerikanske del af bandets World Magnetic Tour fra oktober til december 2009. De havde fået tilbuddet om at deltage i deres turne dagen inden koncerten på Orange Scene til Roskilde Festival, hvilket havde gjort det vanskeligt for dem at koncentrere sig om showet; "Vi kunne knap koncentrere os om det show, vi skulle op og levere på Orange. Pludselig skulle vi afsted med Metallica på turne, og det kunne kun blive en sindssygt fed oplevelse."
I 2009 spillede bandet til den største friluftsfestival i Europa; Przystanek Woodstock i Polen, som besøges 400.000–500.000 rockfans hvert år.
I november 2009 indspillede de sangen "A Warrior's Call" med bokseren Mikkel Kessler, som sangen også var dedikeret til. Nummeret blev produceret til hans indmarch i sin kamp mod Andre Ward i Super Six World Boxing Classic-turneringen. Sangen solgte senere guld. De spillede flere koncerter rundt om i Danmark bl.a. til Grøn Koncert i Esbjerg og på Orange Scene på Roskilde Festival, som alle fik gode anmeldelser.

### Turné ogBeyond Hell / Above Heaven(2010–2012)
Volbeat havde annonceret, at de arbejde på et nyt album kaldet Beyond Hell/Above Heaven. I forbindelse med albummet og dets titel i særdeleshed sagde Poulsen, “Albummets titel referer til det overordnede tema på albummet, og det fortsætter historien, hvor Guitar Gangsters & Cadillac Blood slap…”. Han fortsatte derefter og sagde, Vi har hurtige, langsomme og midt-temposange. Vi blander stadig forskellig genre af punk, rock’n’roll, rockabilly, metal, heavy metal, thrash metal, country – vi holder det stadig meget åbent, det er kun musik! Jeg kan ikke fortælle så meget om det nu, men vi er meget begejstrede over det, og det bliver meget, meget cool." I et interview med EspyRock, forklarede Poulsen, at titlen på albummet "…er en måde at fortælle folk at de ikke behøver tilhøre eller tro på hverken himlen eller helvede. Så hvis vi går ud over helvede, vil vi få himlen til at ligne helvede, og hvis vi kommer over himlen, vil vi få helvede til at ligne himlen. Himlen og helvede er noget vi har kreeret i vores tanker og personlige selvskabte dæmoner kommer ud af det."
Den 25. januar 2010 blev det bekræftet at Volbeat ville optræde på Download Festival i juni samme år. Det blev også bekræftet, at Volbeat vil spille med Metallica, Megadeth, Anthrax, Slayer og andre i "Big Four"-showet i Sonisphere Schweiz. Den 28. januar 2010 underskrev Volbeat en kontrakt med Primary Wave Talent Management. Primary Wave ville repræsentere bandet i Nordamerika og hentydede til fremtidige turne-planer i USA, som endnu ikke var blevet formelt annonceret. Den 30. marts 2010 blev det annonceret at Volbeat igen ville spille sammen med Metallica på den europæiske del af deres turne. Bandet spillede også sammen med Metallica 11. maj i Belfast, Nordirland. Det blev også annonceret, at det nye album, Beyond Hell/Above Heaven, ville udkommer d. 10. september samme år, og det modtog gode anmeldelser ved udgivelsen. Bandet annoncerede ligeledes deres Beyond Hell/Above Heaven Tour. Gæstemusikerne på albummet inkluderede Mark “Barney” Greenway (Napalm Death), Michael Denner (Mercyful Fate og King Diamond), Miland “Mille” Petrozza (Kreator), Henrik Hall (Love Shop) og Jakob Øelund (Grumpynators og Taggy Tones).
Sammen med Alice Cooper og In Flames var Volbeat hovednavn på den norske rockfestival Norway Rock Festival, der foregik 7.-11. juli i Kvinesdal. Første gang bandet besøgte festivalen var i 2008.
Volbeat annoncerede, at deres lead guitar Thomas Bredahl ville mangle til de første shows i den amerikanske del af deres Beyond Hell/Above Heaven Tour på grund af problemer med at få visum. Bandet udtalte også at problemet var et resultat af "en hændelse om tyveri af en barstol for længe siden. Han var ikke ligefrem en ungdomskriminel eller noget, men for Homeland Security er det det samme." Den 19. august 2010 blev det annonceret, at Bredahl havde fået sit visum og rejste til Chicago for at spille med bandet. Til de shows, hvor Bredahl manglede, udfyldte bandets trommeteknikker Casper rytmeguitaren og Poulsen byttede til lead guitar.
I 2011 annoncerede Volbeat deres Grand Summer Tour i Nordamerika. Turneen begyndte i Toronto, Ontario d. 24. juli på Heavy T.O., og sluttede med to koncerter d. 3. og 4. september på House of Blues i Anaheim, Californien. På denne turne spillede Volbeat sammen med rock powerhouse-bandet Cold til alle koncerter i USA, men ikke i Canada. Den 28. november 2011 annoncerede Volbeat via deres hjemmeside at Bredahl forlod bandet, og udtalte "Volbeat har besluttet at skilles med Thomas Bredahl. At være i et band ligner på mange måder et ægteskab med op- og nedture. Nogle gange kan du finde ud af det, og nogle gange er du nødt til at gå hver til sit ... Vi vil gerne takke ham for det arbejde, han har lagt i for Volbeat, og vi ønsker ham alt det bedste i fremtiden." Poulsen udtalte efterfølgende, at "bruddet med Thomas var en nødvendighed, og noget der skulle være sket meget tidligere." Volbeat spillede alle koncerter i 2011-2012 som planlagt enten som en trio eller med en erstatning som guitarist.
Den 26. januar spillede Volbeat med Megadeth, Motörhead og Lacuna Coil på Gigantour. Turneen startede i Camden, New Jersey, og den kulminerede d. 28. februar 2012 i Denver, Colorado på The Fillmore Auditorium. På turneen udfyldte Hank Shermann (Mercyful Fate) pladsen som guitarist for Volbeat. Undervejs optrådte de også i Canada, hvor deres koncert i Abbotsford Entertainment Center, Abbotsford fik 5/6 stjerne i GAFFA. Gigantour gav bandet mange ekstra fans, der ikke havde hørt om Volbeat før.
På deres sommerturne i Nordamerika, som begyndte i juni 2012, var Iced Earth og Hellyeah opvarmningsbands. Turneen inkluderede koncerter i Baltimore, Toronto, Detroit, Billings, Boston, Tempe, San Francisco, Weyburn og Lazerfest i Boone, Iowa.
I juni 2012 spillede Volbeat til Orion Music Festival som hovednavn sammen med Metallica, på Bader Field i Atlantic City, New Jersey. Til Wacken Open Air i august spillede de foran 75.000 publikummer, og koncerten modtog 5/6 stjerne i GAFFA.
Det blev bekræftet at Volbeat skulle spille på Download festival i juni 2013. I december annoncerede Volbeat at deres nye album ville blive udgivet i løbet af 2013. En forårsturne med Danko Jones og Spoken blev annonceret i december.

### Outlaw Gentlemen & Shady Ladies(2013–2016)
I januar 2013 afslørede Volbeat navnet på deres nye album; Outlaw Gentlemen & Shady Ladies, og at det ville blive udgivet den 5. april 2013.
Den 4. februar blev det annonceret Rob Caggiano, der tidligere havde spillet i Anthrax, nu officielt var kommet med i bandet som deres anden guitarist. Han havde produceret og indspillet gæstesoloer på deres album Outlaw Gentlemen and Shady Ladies før han var blevet spurgt om han ville være fuldtidsmedlem. Bandet annoncerede også, at albummet ville blive udgivet d. 8. april 2013 i Danmark og d. 9. april i USA. Poulsen sagde om kemien med Caggiano og resten af bandet at "samarbejdet med Rob i studiet var så inspirerende og i så god ånd, at vi besluttede at beholde ham. Dybest set gik vi i studiet som tre stykker og kom ud som en helt band!".
Albummet modtog ligesom de foregående gode anmeldelser, og i december 2014 havde albummet rundet 900.000 solgte eksemplarer på verdensplan. I USA formåede albummet at debutere på niendepladsen på Billboard 200 i 2013, hvilket er den højeste danske hitliste-placering siden Aquas Aquarium i 1997. Outlaw Gentlemen & Shady Ladies var det 13. bedst sælgende hard rock-album i USA i 2013. Albummet havde pr. februar 2015 solgt 300.000 eksemplarer i USA.
I et interview d. 11. februar 2013 fortalte Poulsen magasinet Metal Hammer; “En af de ting, som jeg er mest glad for denne gang er kontrasten i materialet og spændvidden i musikken; på den ene side har vi westernmotiver, rockabilly/countrysange og de virkeligt emotionelle melodier, og på den anden, nogle af de hårdeste - faktisk DE hårdeste - sange vi nogensinde har indspillet. Der var en fyr fra pladestudiet den anden dag, og han blev fuldstændigt blæst væk af de ultra-hårde ting. Han sagde, at han ikke engang var sikker på at han lyttede til Volbeat!".
Albummet udkom d. 5. april og vandt prisen som "Årets Danske Hard Rock-udgivelse" ved GAFFA-Prisen samme år. Det vandt ligeledes prisen som "Årets Danske Rockudgivelse" ved Danish Music Awards, hvor Volbeat også vandt prisen som "Årets Danske Gruppe". Volbeat tog på turne i forbindelse med udgivelsen af Outlaw Gentlemen & Shady Ladies, og fra 11. oktober til 1. december fulgte Iced Earth med dem i Europa. Jon Schaffer fra gruppen udtalte at "Jeg elsker Volbeat og at turnere med med Michael og drengene er en af de bedste turneer vi nogensinde har været på." Volbeat spillede 135 koncerter i 2013.
I et andet interview fra september 2014, snakkede Poulsen med Anne Erickson fra Lansing State Journal om meningen med sangen "Dead But Rising" fra Outlaw Gentlemen and Shady Ladies og udtalte, at den handlede om at "at gribe ud efter [hans] fars ånd". Hans GPS fungerede ikke under hans første roadtrip i USA, og i stedet for at følge skiltene insisterede han på at følge en ørn, der fløj over ham, og hans far var meget fascineret af ørne.
I foråret Volbeat turnerede Anthrax og Crobot og bekræftede at et nyt album var undervejs, der ville blive udgivet i 2016. Under en koncert i San Antonio optrådte de med en ny sang kaldet "The Devil's Bleeding Crown". Kun halvdelen af sangen blev dog spillet til koncerten. Allerede i april måned udtalte Poulsen under et interview, at han havde skrevet syv sange til bandets kommende sjette studiealbum. I 2014 havde selskabet bag gruppen, Volbeat ApS, en bruttofortjeneste på 13,2 mio. kr. i 2014. Selskabet ejes af Pulsen og Larsen, mens Caggiano og Kjølholm aflønnes fra selskabet.
I begyndelsen af december måned 2014 havde bandet annonceret bandet, at de ville optræde til en koncert i Tusindårsskoven d. 1. august 2015, hvilket var deres eneste koncert i Europa dette år. Koncerten blev udsolgt i starten af juli måned med 35.000 solgte billetter, og det var Danmarkshistoriens største koncert med et dansk band. Volbeat optrådte for første gang med sangen "The Devil's Bleeding Crown" i sin fulde længde, hvilket de med vilje havde gemt til koncerten i Danmark. Pernille Rosendahl gæstede bandet på scenen sammen med Jakob Øelund og flere andre af de gæstemusikere, som har optrådt på gruppens sange. GAFFAs anmelder gav fire ud af seks stjerner, mens Politikens anmelder kun gav tre ud af seks hjerter, og de var begge enige om, at koncerten manglede det ekstraordinære, som en koncert i den størrelsesorden fortjente. Derimod gav BTs anmelder seks ud af seks stjerner, ligesom Fyens Stiftstidendes anmelder gav fem ud af seks stjerner. Koncerten blev desuden bandets sidste i 2015, fordi de herefter koncentrerede sig om deres kommende album.
I begyndelsen af november blev det offentliggjort at Volbeat skal spille til musikfestivalen Tinderbox i 2016, der bliver afholdt i Tusindårsskoven. Tinderbox havde allerede forsøgt at få bandet til at optræde ved den første festival i 2015, men deres egen koncert i Tusindårsskove forhindrede dette. Det blev også afsløret at Volbeat er hovednavn til Nibe Festival.
Den 13. november 2015 blev det meddelt via Volbeats hjemmeside, at Kjølholm forlod bandet. Bandet understregede, at det var sket efter en gensidig og respektfuld aftale. Poulsen og Larsen udtalte i forbindelse hermed at "Anders har været en loyal ven og bandmedlem siden 2001 [...] Vi er meget taknemmelige og ønsker Anders alt det bedste i fremtiden." Kjøholm ønskede ligeledes Volbeat og dets medlemmer held og lykke i fremtiden. I 2015 tjente gruppen knap 18 millioner kr.
Et dansk kopiband blev dannet i efteråret 2015 under navnet Volbeat Jam, men måtte skifte navn ved årsskiftet, da organisationen bag Volbeat mente at både navnet og bandets logo var for tæt på originalen.

### Seal the Deal & Let's Boogie(2016–2018)
I marts 2016 havde albummet Beyond Hell/Above Heaven fra 2010 solgt guld i USA med 500.000 eksemplarer.
Den 3. april 2016 postede Volbeat en teaser for deres kommende album på YouTube, og indikerede at det snart ville udkomme. den 7. april afslørede de, at deres sjette studiealbum ville blive kaldt Seal the Deal & Let's Boogie og at det ville udkomme 3. juni 2016. Den første single fra albummet var "The Devil's Bleeding Crown". Nogenlunde samtidig med offentliggørelsen af udgivelsesdatoen og titlen på det kommende album, annoncerede gruppen, at Kaspar Boye Larsen ville erstatte Kjølholm på den kommende turne i USA. Boye Larsen havde tidligere turneret med bandet i 2006 under deres første europæiske turne. I Storbritannien turnerede gruppen sammen med Alter Bridge, Gojira og Like a Storm. Albummets anden single, "For Evigt", blev udgivet 29. april og er en duet mellem Poulsen og Johan Olsen, der også medvirkede på "The Garden's Tale". Teksten bliver, ligesom ved deres første samarbejde, sunget på dansk og engelsk.
Den 13. maj 2016 blev det offentliggjort via bandets hjemmeside, at Boye Larsen var blevet gruppens nye bassist. Dette blev annonceret samtidig med en ny musikvideo til "The Devil's Bleeding Crown". Gruppen drog på en turné i USA, hvor de bl.a. optrådte på musikfestivalen Coachella i Colorado, som musikmagasinet kaldte festivalens bedste.
"Seal the Deal" blev udgivet som albummets tredje single den 20. maj og blev endnu engang fulgt op med en musikvideo som bestod af sangteksterne.
I første omgang havde gruppen kun planlagt to koncerter i Danmark i 2016, men i juni måned annoncerede gruppen dog yderligere to koncerter oktober samme år Jyske Bank Boxen i Herning og i Forum København. De to koncerter med hhv. 15.000 og 10.000 billetter blev udsolgt på 10 minutter efter de var sat til salg i slutningen af juni. Udover de to ekstra koncerter i Danmark annoncerede de også en koncert i Oslo Spektrum og i Malmö Arena 20. oktober 2016.
I oktober 2016 modtog "For Evigt"-prisen for "Årets Lytterhit" ved P3 Guld, og senere samme måned blev Volbeat annonceret som en af de nominerede til prisen "Årets Danske Rockudgivelse" ved Danish Music Awards for albummet Seal The Deal & Let’s Boogie. I november dette år lancerede gruppen en rom fra den Dominikanske Republik i samarbejde med Marselis Wines i Aarhus.
I november 2016 annoncerede Volbeat en koncert i Parken den 26. august 2017. Alle 47.000 billetter blev solgt på kun seks dage. Det er første gang at et dansk navn skal spille koncert i Parken som hovednavn siden 1978, hvor Shu-Bi-Dua havde spillet som hovednavn i det daværende Københavns Idrætspark.
Ved GAFFA-prisen 2016 var Volbeat nomineret til fem priser. Seal The Deal & Let’s Boogie vandt for "Årets Danske Hard Rock/Metal-udgivelse", sangen "For Evigt" modtog prisen "Årets Danske Hit" mens gruppen vandt for "Årets Danske Band". I november 2017 modtog Volbeat prisen for "Årets Danske Livenavn" under Danish Music Awards.
Bandet var opvarmningsband på Metallicas WorldWired Tour 2017 stadiumturné i USA sammen med Avenged Sevenfold.
I august 2018 annoncerede Volbeat planer om at syvende album, og at det ville have en anderledes lyd end Seal The Deal & Let's Boogie..
I november annoncerede gruppen, at de ville spille en koncert i Ceres Park i Aarhus den 29. juni 2019.
I december 2018 udgav gruppen videoalbummet Let’s Boogie! Live from Telia Parken, der var en liveoptagelse af deres koncert i parken i 2017.

### Rewind, Replay, Rebound(2019 - 2020)
Den 4. marts 2019 blev det annonceret at Volbeat, sammen med Gojira og Behemoth, skulle være support på Slipknots Knotfest Roadshow North American turne.
Den 10. maj 2019 udgav bandet en single, "Parasite", på blot 38 sekunder. Ekstra Bladets anmelder gav den kun to ud af seks stjerner.
Den 15. maj 2019 annoncerede bandet, at deres nye album ville udkomme den 2. august samme år. Sammen med annonceringen afslørede de navnet, som blev Rewind, Replay, Rebound og tracklisten, som indeholdt 14 numre i den normale udgave og 22 numre i en deluxe dobbelt CD-udgave. Desuden offentliggjorde bandet en ny sang med tilhørende musikvideo kaldet "Leviathan".
De udgav deres anden single fra albummet, "Last Day Under the Sun", den 13. juni 2019.
I slutningen af juni 2019 meddelte flere medier, at de ville boykotte Volbeats koncert i Ceres Park den 29. juni. Årsagen var, at gruppen ved koncerten i Parken to år forinden havde valgt ikke at akkreditere journalister fra hhv. Ekstra Bladet og metalsitet Devilution.dk. Der blev ikke givet en årsag til beslutningen, men Ekstra Bladets chefredaktør Karen Bro mente, at den skulle findes i, at netop disse to medier havde givet bandet kritiske anmeldelser ved tidligere koncerter. Allerede dengang havde man sendt et åbent brev, hvor der blev argumenteret for, at den danske presse skulle være fri og uafhængig, og derfor skulle have lige adgang til koncerterne. Brevet blev underskrevet af chefredaktørerne på BTMX, Politiken, Berlingske, Jyllands-Posten, Ekstra Bladet og Devilution med et ultimatum om, at hvis en lignende selektion fandt sted, så ville ingen af disse anmelde bandets koncerter. Boykotten omfattede også musikmagasinet GAFFA.
Ved selve koncerten havde man lukket flere veje af i omkring Ceres Park. Ved koncerten spillede Anthrax og Magtens Korridorer som opvarmning. Der kom 38.000 personer til koncerten.

### Servant of the MindogGod of Angels Trust(2021- nu)
Den 2. juni 2021 udgav gruppen to nye singler "Wait A Minute My Girl" og "Dagen Før" med Stine Bramsen. Begge sange var blevet skrevet og indspillet under coronanedlukket. Poulsen, Larsen og Boye Larsen indspillede deres dele med Jacob Hansen, som de længe har haft et samarbejde med, mens Caggiano indspillede fra New York.
Den 23. september udgav gruppen singlen "Shotgun Blues", og samtidig annoncerede gruppen, at deres kommende album Servant of the Mind ville udkomme 3. december samme år. Albummets trackliste blev også offentliggjort. Den 28. oktober udgav gruppen endnu en sang; "Becoming".
Ved udgivelsen modtog albummet generelt gode anmeldelser.
Den 28. januar 2022 annoncerede bandet, at deres trommeslager Jon Larsen, var testet positiv for COVID-19. Bandet aflyste én koncert, og annoncerede, at de fortsatte deres turné med Ghost og den tidligere trommeslager fra Slayer, Jon Dette som erstatning for Larsen indtil han kunne vende tilbage.
Den 13. april 2022 udgav bandet en musikvideo til sangen "Temple Of Ekur". Den 5. juni 2023 annoncerede Volbeat via deres sociale medier, at de havde stoppet samarbejdet med Caggiano, og erstattede ham med Flemming C. Lund fra metalgruppen The Arcane Order.
I august 2023 annoncerede bandet, at de ikke ville turnere i 2024, men at Michael Poulsen ville turnere med sit nye death metalband, Asinhell. Volbeat annoncerede ligeledes, at de ville bruge tid hjemme og arbejde på et nyt album.
Den 6. marts 2025 udgav bandet singlen "By a Monster’s Hand" og annoncerede samtidig at deres niende studiealbum, God of Angels Trust, ville blive udgivet d. 6. juni 2025.

## Musikalsk stil
Michael Poulsen har tidligere om stilen udtalt:
| Citat                                 | De lyttere som var nede i studiet og som hørte de stykker vi tog med hjem var helt oppe i luften over det, og sagde: virkelige gode melodier og sange, men hvad kan man kalde den stil? Det fede ved vores stil var at numrene hang godt sammen og at man hurtigt kunne synge med på dem, og man kunne se at det rykkede i folk. | Citat |
| Michael Poulsen om Volbeats musikstil | |       |

Bandet spiller en unik kombination af klassisk rock and roll og mere moderne heavy metal og hård rock – en musikstil som nogle har kaldt "tungrock" (ikke at forveksle med stoner rock).
Om indflydelsen fra 50'ernes rock and roll har Michael Poulsen udtalt:
| Citat                                       | Jeg er født og opvokset i et hjem, der konstant spillede gammel rock'n'roll. Min far var Elvis-fanatiker og jeg blev ret hurtigt bidt af ham, Little Richard og Shakin' Stevens, da jeg var barn. Men når man som teenager opdager heavy metal-verdenen, er den utroligt spændende. | Citat |
| Michael Poulsen om musikalske påvirkninger. | |       |

Indflydelsen har været tydelig i sange som "Sad Mans Tongue", som ifølge bandet selv er en hyldest til country-musikeren Johnny Cash, og er inspireret af hans "Folsom Prison Blues".
Bandet har også bl.a. indspillet en coverversion af Dusty Springfield-hittet "I Only Wanna Be with You", samt lavet en hyldest til Elvis Presley med sangen "Caroline #1" hvor sangteksten indeholder flere henvisninger til Presleys sangtitler, deriblandt "Sweet Caroline", "Don't Be Cruel", "Devil in Disguise" og "One Night With You".

## Priser
- Fem priser ved Danish Metal Awards[150][151][152][153][154]
- Tre priser ved Danish Music Awards[75][118]
- Seks priser ved Gaffapriser[155][156][157][158][117][159]
- Fire P3 Guld ("P3 Lytterhittet")[34][160][161][162][10]
- To priser ved Metal Hammer awards[163]
- En pris ved Årets Steppeulv[164]
- En pris ved Zulu Awards[165]

## Medlemmer
| Nuværende medlemmer - Michael Poulsen – forsanger, rytmeguitar (2001–nu) - Jon Larsen – trommer, percussion (2001–nu) - Kaspar Boye Larsen – basguitar (2016–) - Flemming C. Lund – guitar (2023–) | Tidligere medlemmer - Teddy Vang – lead guitar (2001–2002) - Franz "Hellboss" Gottschalk – lead guitar, baggrundsvokal (2002–2006) - Thomas Bredahl – lead guitar, baggrundsvokal (2006–2011) - Anders Kjølholm – basguitar, baggrundsvokal (2001–2015) - Rob Caggiano – lead guitar, baggrundsvokal (2013–2023) | Turne-medlemmer - Hank Shermann – lead guitar (2011–2013) |

### Tidslinje
Rock the Rebel/Metal the Devil blev udgivet mens Bredahl var en del af bandet, men blev optaget med Gottschalk på guitar.

## Diskografi
- The Strength / The Sound / The Songs (2005)
- Rock The Rebel / Metal The Devil (2007)
- Guitar Gangsters & Cadillac Blood (2008)
- Beyond Hell / Above Heaven (2010)
- Outlaw Gentlemen & Shady Ladies (2013)
- Seal the Deal & Let's Boogie (2016)
- Rewind, Replay, Rebound (2019)
- Servant to the Mind (2021)

## Videografi
- Live: Sold Out! (2007)
- Live from Beyond Hell / Above Heaven (2011)
- Let’s Boogie! Live from Telia Parken (2018)
- Rewing, Replay, Rebound: Live in Deutschland (2020)

## Turnéer
- Guitar Gangsters & Cadillac Blood Tour (2008-2009)
- Beyond Hell/Above Heaven Tour (2010-2012)
- Outlaw Gentlemen & Shady Ladies Tour (2013-2015)
- Seal The Deal & Let's Boogie Tour (2016-2017)
- Rewind, Replay, Rebound Tour (2019)
- Servant Of The Road (2022)